# Контраст
Контра́ст (фр. contraste) — в оптике (сенситометрии и фотометрии) разница в характеристиках различных участков изображения, способность фотографического материала или оптической системы воспроизводить эту разницу, а также характеристика чувствительности глаза (зрительной системы) относительно яркости и цвета.
Контра́стность (также в различных контекстах употребляется и само слово контраст и коэффициент контраста) — степень контраста, чаще всего выражается безразмерной величиной, отношением или логарифмом отношений.
Мерой их является величина {\displaystyle k={\frac {B_{\mathrm {s} }-B_{\mathrm {b} }}{B_{\mathrm {s} }}},} где {\displaystyle B_{\mathrm {b} }} — яркость фона, {\displaystyle B_{\mathrm {s} }} — яркость предмета или изображения. Контрастность, определённая таким образом, иногда называется контрастностью Вебера, поскольку входит как константа в закон Вебера — Фехнера. Другое определение (контрастность Майкельсона) {\displaystyle \gamma ={\frac {B_{\mathrm {max} }-B_{\mathrm {min} }}{B_{\mathrm {max} }+B_{\mathrm {min} }}},} где {\displaystyle B_{\mathrm {max} }} и {\displaystyle B_{\mathrm {min} }} — максимальная и минимальная яркость рассматриваемого изображения, часто применяется для характеристики изображений с периодической структурой. Наконец, используется также среднеквадратическая контрастность, определяемая как стандартное отклонение яркости пиксела Bij от средней яркости B растрового изображения размерами M × N:
{\displaystyle {\sqrt {{\frac {1}{MN}}\sum _{i=0}^{N-1}\sum _{j=0}^{M-1}(B_{ij}-{\bar {B}})^{2}}}.}
При дневных наблюдениях предметов, угловые размеры которых не меньше 0,5°, минимальная величина контраста для человеческого глаза близка к 0,02 (порог контрастной чувствительности глаза).

## Отношение величин одного сигнала
- Оптический контраст — отличимость предмета наблюдения от окружающего его фона[3].
  - Цветовой контраст — разновидность оптического контраста, связанная с разницей цветовых оттенков. Понятие используется в дизайне, рекламе и в фотографии («за счёт цветового контраста объект выделен…»)[4].
- Контраст изображения, диапазон яркостей изображения — отношение яркостей самой светлой и самой тёмной частей изображения.[5]
- Контраст освещения — величина, описывающая различие в яркости по-разному освещённых объекта и фона или участков объекта в конкретной сцене. Количественно выражается как отношение разницы яркостей к их сумме. Лежит в пределах от 0 до 1. При использовании нескольких ламп-вспышек контраст освещения задаётся соотношением их мощностей, положением и направлением. На современных лампах-вспышках с беспроводным управлением может быть выставлен в некоторых пределах.[6]
- Контрастность (англ. Contrast ratio — диапазон яркостей или диапазон плотностей) — максимальное отношение яркостей или плотностей устройства или материала вывода изображений. Отношение яркостей или плотностей самой светлой и самой тёмной точки на устройстве или материале. Обычно выражается в виде отношения 1000:1 для дисплеев, десятичного логарифма 3.0D в сенситометрии, или двоичного логарифма 10 ступеней в фотографии.

## Контраст как передаточная характеристика
При количественном измерении, в отличие от предыдущей группы значений термина, используется отношение разностей двух измеряемых величин, выходного сигнала и входного.
В контексте оптических и фотометрических измерений употребляется термин коэффициент контраста или коэффициент контрастности. Аналогичный параметр передаточной характеристики в электронике называется коэффициент усиления переменного сигнала.
- Контраст фотоматериала, коэффициент контрастности, коэффициент контраста — тангенс угла наклона линейного участка характеристической кривой светочувствительного материала.[7]

| Чёрно-белые фотоматериалы        | Чёрно-белые фотоматериалы | Цветные фотоматериалы                             | Цветные фотоматериалы |
| тип фотоматериала                | коэффициент               | тип фотоматериала                                 | коэффициент           |
| -------------------------------- | ------------------------- | ------------------------------------------------- | --------------------- |
|                                  |                           | негативные маскированные киноплёнки               | 0,65                  |
| негативные киноплёнки            | 0,65                      | негативные немаскированные фотоплёнки             | 0,7—0,85              |
| негативные фотоплёнки            | 0,80                      | обращаемые фото- и киноплёнки                     | 1,0—1,2               |
| негативные нормальные фотоплёнки | 1,3                       | позитивные киноплёнки                             | 2,7—3,3               |
| позитивные киноплёнки            | 2,5                       | дубль-негативные киноплёнки для контратипирования | 1,0—1,5               |
|                                  |                           | Фотобумага                                        | 1,8—2,5               |

- Микроконтраст, иногда встречается термин деталировка — параметр оптической системы, фотоматериала или фотографического процесса, описывающий характер изменения оптического контраста участка изображения в зависимости от размера деталей изображения. Выражается в виде графика частотно-контрастной характеристики.[8]
- Пониженный контраст объектива — интегральная характеристика, описывающая снижение контраста изображения, формируемого объективом, по сравнению с оптическим контрастом объекта. Зависит от аберраций объектива, просветления, обработки линз, особенностей оправы, снимаемой сцены и освещения. Обычно не нормируется и не описывается точным числовым значением или графиком.